# Вакансия на жертву
«Вакансия на жертву» (англ. Vacancy) — американский триллер 2007 года режиссёра Нимрода Антала с Кейт Бекинсейл и Люком Уилсоном в главных ролях. Он был выпущен 20 апреля 2007 года дистрибьютором Screen Gems. 
Слоган фильма: «Кого вы принесёте в жертву?».

## Сюжет
Ночью по пути домой с семейной вечеринки Дэвид (Люк Уилсон) и Эми Фокс (Кейт Бекинсейл), находящиеся на грани развода после того, как семейная трагедия разлучила их, свернули не туда на отдалённой горной дороге. Когда их машина ломается, они обнаруживают, что нет сотовой связи, и возвращаются в мотель напротив автосервиса, где останавливались ранее. Когда они приезжают, на стоянке нет машин. В офисе из задней комнаты доносятся пронзительные крики. Появляется менеджер мотеля Мейсон (Фрэнк Уэйли) и объясняет, что шум доносится из телевизора. Они бронируют номер на ночь.
В своей комнате они слышат громкий настойчивый стук в свою дверь и дверь в соседнюю комнату, и им поступают анонимные телефонные звонки. Дэвид рассказывает Мэйсону о ситуации, но Мейсон говорит Дэвиду, что это невозможно, потому что они его единственные гости в мотеле. Дэвид протестует, говоря, что в мотеле есть ещё кто-то, и Мейсон говорит, что позаботится об этом. Вернувшись в комнату, Дэвид ищет чем заняться и смотрит некоторые видеозаписи, которые остались на телевизоре в их комнате. Сначала они кажутся фильмами ужасов, но потом Дэвид понимает, что это снафф-фильмы, снятые в их комнате. Он обыскивает комнату, находит скрытые камеры видеонаблюдения и приходит к выводу, что Мейсон наблюдает за ними.
В ванной они с удивлением обнаруживают яблоко, которое Эми оставила в машине. Они покидают комнату и направляются в лес, но сталкиваются с двумя мужчинами, одетыми в синее и в масках, поэтому они возвращаются в комнату и запирают дверь. Дэвид бежит к таксофону мотеля и набирает 911, но трубку берёт Мейсон. Дэвид выбегает из телефонной будки прямо перед тем, как мужчины врезаются в неё на машине, и возвращается обратно в комнату.
В комнате Дэвид и Эми слышат, как на парковку подъезжает грузовик. Из окна они машут водителю (Марк Казелла), но позади него появляются Мейсон и люди в масках, и они понимают, что он здесь, чтобы купить снафф-плёнки. Дэвид и Эми обнаруживают люк в ванной, ведущий в туннель, который преступники, вероятно, и использовали, чтобы оставить яблоко. Они следуют по нему в офис менеджера, где находят видеомониторы, записывающие весь мотель. Эми звонит в полицию, но Мейсон прерывает её, прежде чем она успевает сообщить диспетчеру какую-либо полезную информацию.
Преследуемые двумя мужчинами в масках, супруги пробираются обратно в туннель и выбирают другой маршрут, в конечном итоге оказываясь в гараже напротив мотеля. Они выходят из туннеля и сваливают на люк мебель. Тем временем появляется заместитель шерифа (Дэвид Доти), выехавший на звонок Эми. Мейсон предлагает офицеру провести осмотр и уходит за связкой ключей. Тем временем офицер заходит в комнаты и находит видеозаписи, по которым понимает, что происходит в отеле. Дэвид и Эми бегут к нему, и все садятся в полицейскую машину. Они обнаруживают, что двигатель не заводится, и, когда офицер выходит, чтобы открыть капот и посмотреть на поломку, люди в масках убивают его. Дэвид и Эми убегают в одну из комнат мотеля.
Дэвид прячет Эми в люке под потолком. Он открывает дверь комнаты, собираясь выйти и взять револьвер, который видел в офисе Мэйсона, но убийцы застают его врасплох и ранят его ножом в живот. Утром Эми спускается и находит машину убийц. Когда она садится в неё и пытается уехать, один из мужчин бросается в машину через люк на крыше. Пытаясь сбросить его во время движения, Эми врезается в стену мотеля, убивая и нападавшего, и второго мужчину в маске. Как выясняется, второй преступник — это служащий заправочной станции (Итан Эмбри), который ранее «помогал» паре. Эми бежит в вестибюль мотеля, где берёт револьвер. Однако появляется Мейсон, выбивает револьвер из рук Эми и пытается задушить её шнуром от офисного телефона, одновременно снимая схватку на свою портативную видеокамеру. Пока они борются, Мейсон толкает Эми, и она оказывается рядом с револьвером. Она хватает его и трижды стреляет в Мэйсона, убивая его. Эми бежит к Дэвиду и обнаруживает, что он всё ещё жив, но нуждается в скорейшей помощи. Она обыскивает труп Мейсона в поисках телефонного кабеля, который он выдернул, подключает телефон и снова звонит в службу 911. После этого она возвращается, чтобы быть рядом с Дэвидом, пока они ждут прибытия полиции.

## В ролях
| Актёр             | Роль                  |
| ----------------- | --------------------- |
| Кейт Бекинсейл    | Эми Фокс              |
| Люк Уилсон        | Дэвида Фокс           |
| Фрэнк Уэйли       | менеджер отеля Мэйсон |
| Итан Эмбри        | механик               |
| Скотт Г. Андерсон | убийца в маске        |
| Дэвид Доти        | заместитель шерифа    |
| Марк Казелла      | водитель грузовика    |

## Создание
В начале разработки фильма предполагалось, что в главной роли сыграет Сара Джессика Паркер; но в сентябре 2006 года «The Hollywood Reporter» объявил, что вместо неё подписали контракт с Кейт Бекинсейл.

## Релиз
«Вакансия на жертву» открылась на четвёртом месте в первую неделю проката и собрала 7,6 миллиона долларов в 2551 кассах. На второй неделе фильм упал на 45,9 %, опустившись на 8 позицию. Фильм собрал в мировом прокате 35,3 миллиона долларов.

### Выход на DVD
«Вакансия на жертву» была выпущена на DVD 14 августа 2007 года как в полноэкранном, так и в анаморфном широкоэкранном формате со звуком Dolby Digital 5.1. Специальные функции включают удалённые сцены, создание короткометражки, полные версии снафф-фильмов и галерею трейлеров. Он также был выпущен на Blu-ray Disc и UMD для PSP. Многие версии, отправленные в Австралию, были оснащены «антипиратской» технологией Sony DVD, что привело к тому, что они не читались на большинстве DVD-плееров, включая DVD-плееры Sony. На DVD присутствовали комментарии Нимрода Антала, Кейт Бекинсейл и Люка Уилсона, которые, по их мнению, считают фильм отличным дополнением к жанру ужасов и не использующим кровь для паники, а использующим психологический ужас.
В рекламной стратегии фильма использовался Интернет, а также бесплатный номер телефона. В дополнение к телевизионным роликам и трейлерам, показываемым в кинотеатрах и по телевидению, звонок по бесплатному телефону звучал так, как если бы на самом деле звонили в мотель, в котором происходит действие фильма. На заднем плане можно услышать крики, сопровождающие голос владельца, который информирует звонящих о «снижении» цен и «убийственных» сделках, заключаемых мотелем — если в нём есть вакансия. Голос владельца — Фрэнк Уэйли. С 7 августа 2015 года бесплатный номер телефона больше не действует.

### Прокатные названия
- — «Vacancy»
- — «Motel».

## Рецензии
На Rotten Tomatoes 55 % из 124 опрошенных критиков дали фильму положительный обзор; средняя оценка — 5,4/10. Metacritic оценил фильм на 54/100 на основе 27 обзоров.

## Приквел
В 2008 году вышел приквел фильма — «Вакансия на жертву 2:Первый дубль». В качестве режиссёра выступил Эрик Бросс, а сценаристом — Марк Л. Смит. Он рассказывает о том, как сотрудники мотеля начали свои пытки. В фильме снимались Агнес Брукнер и Тревор Райт.